# FSM Beskid

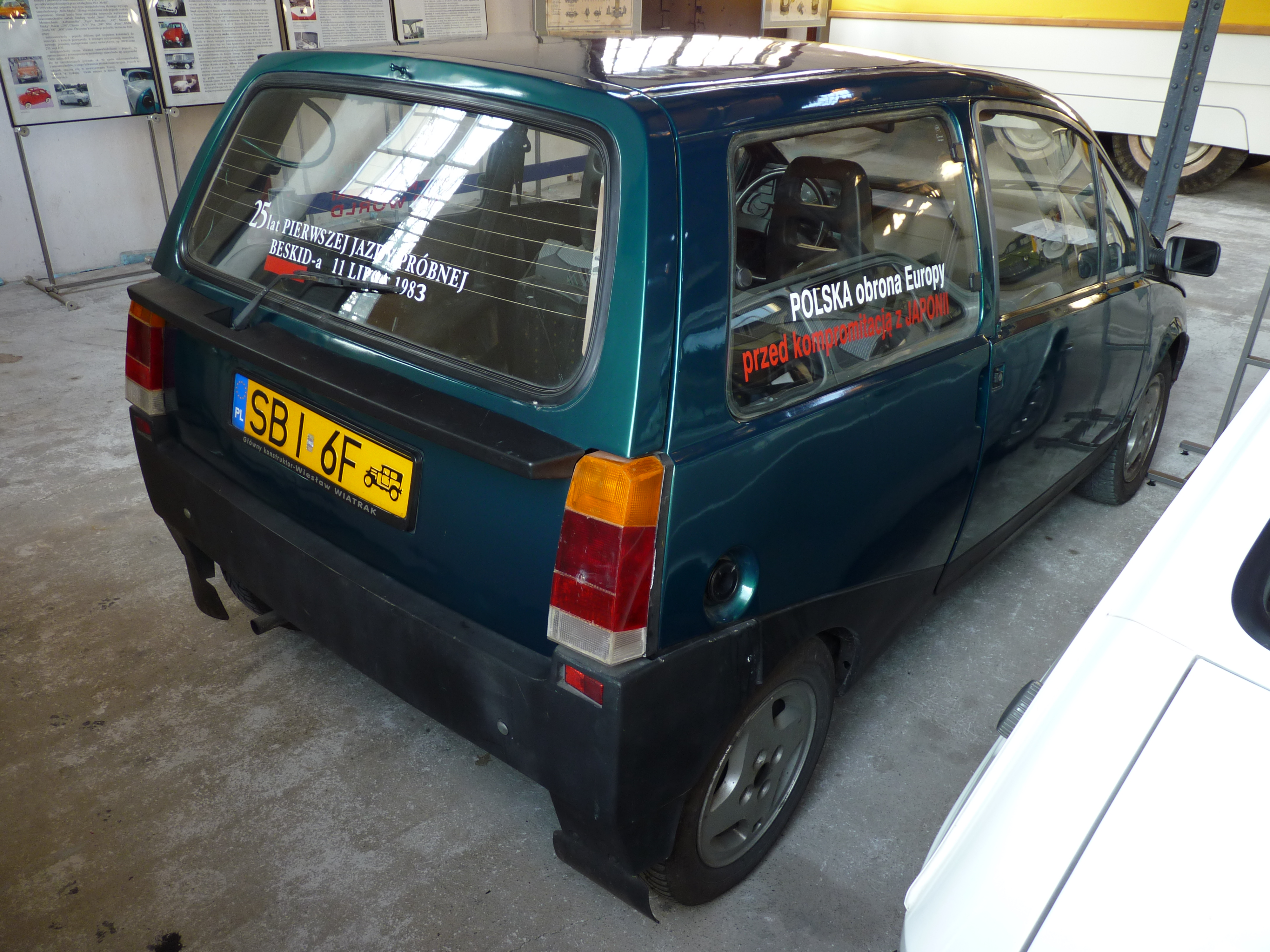
Arrière de FSM Beskid au Muzeum Inżynierii Miejskiej à Cracovie

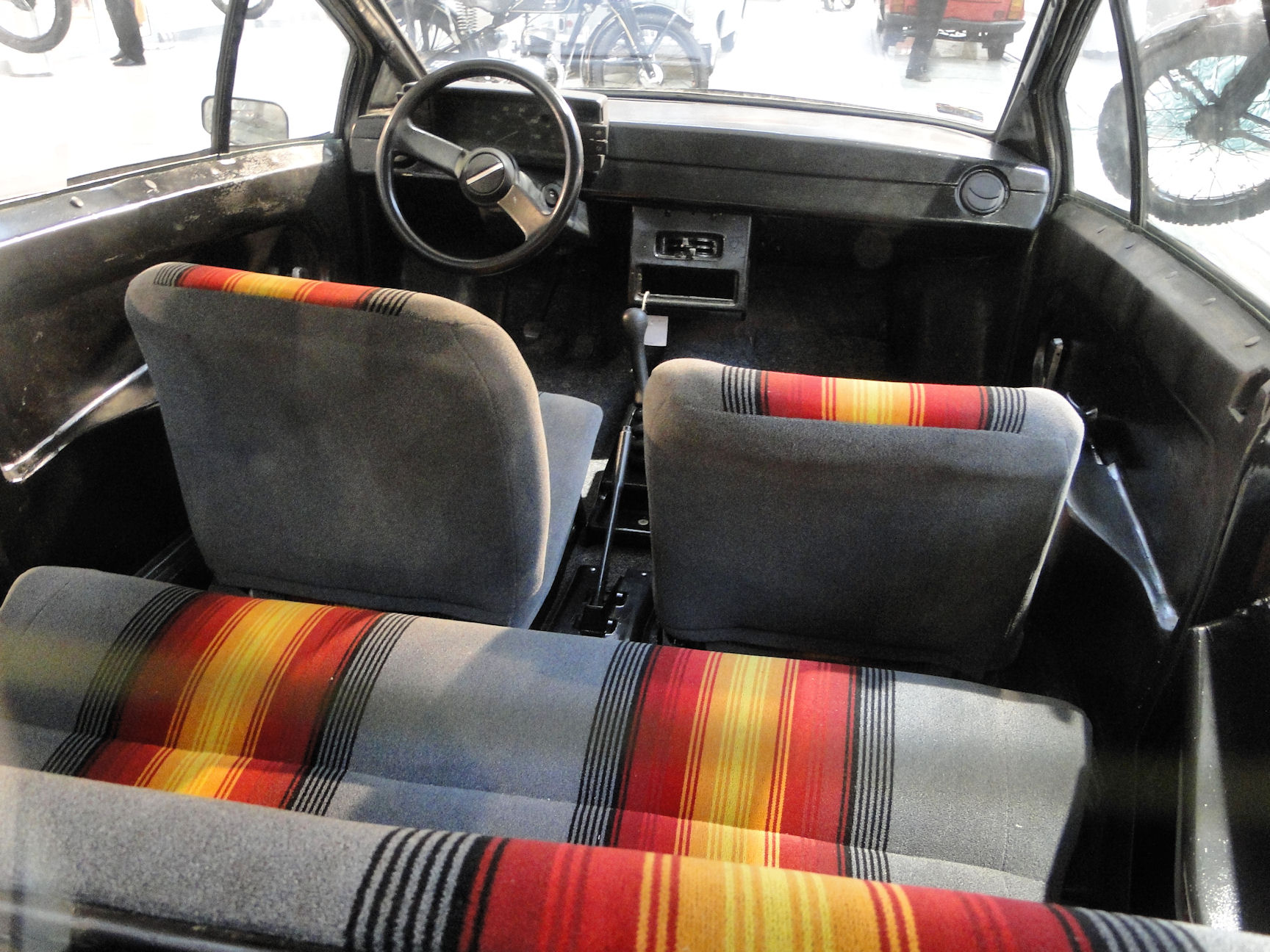
Intérieur de FSM Beskid

La FSM Beskid (FSM Beskid 106) est un concept-car polonais conçu au début des années 1980 au Centre de recherche et de développement d'automobiles de petit litrage (Ośrodek Badawczo-Rozwojowy Samochodów Małolitrażowych BOSMAL) à Bielsko-Biała. Au total 7 exemplaires ont été construits.

## Histoire
En 1981, un groupe de constructeurs dirigé par l'ingénieur Wiesław Wiatrak commence des travaux sur Beskid 106. Son design est élaboré par Jan Krzysztof Maissner de l'Académie des beaux-arts de Varsovie. Les plans de construction sont près en 1982 et la même année le premier prototype est construit. Il est présenté en 1983.
La carrosserie se distingue par un coefficient aérodynamique très bas (Cx=0,29) grâce auquel la consommation de Beskid n'est que de 3,9 l/100km à 90 km/h.
Initialement la voiture est équipée d'un moteur de 594 cm³ d'une puissance de 28 ch à 5500  tr/min.
En 1987 voit le jour un nouveau modèle de 3,5 m de long, doté de moteur de Fiat 126 BIS. En 1991 une nouvelle maquette est créée, d'apparence proche de la Fiat Cinquecento. Lors de sa conception les ingénieurs de BOSMAL ainsi que les artistes de l'Académie des beaux-arts de Cracovie se concentrent sur l'intérieur du véhicule. Dans les années 1980 un accord de coopération est signé avec FSO. On projette alors d'utiliser des éléments de FSO Wars.
Pour des raisons économiques et politiques, la FSM Beskid n'a jamais été produite en série. 7 exemplaires ont été construits, dont un endommagé au crash-test, les 6 autres passent des essais sur routes. Après 1989 les autorités ordonnent de détruire les prototypes, mais les constructeurs désobéissent. Aujourd'hui on peut admirer les Beskid préservés dans les musées suivants :  Muzeum Motoryzacji à Varsovie, Muzeum Inżynierii Miejskiej à Cracovie (2 exemplaires) ,  Muzeum Techniki i Komunikacji à Szczecin, ainsi qu'à l'École polytechnique d'Opole et au centre de recherche BOSMAL à Bielsko-Biała.